# Listă de filme de acțiune din 2005
Aceasta este o listă de filme de acțiune din 2005.
| Titlu                                      | Regizor                     | Actori                                                              | Țară                                                                                                  | Subgen/note             |
| ------------------------------------------ | --------------------------- | ------------------------------------------------------------------- | --- | ----------------------- |
| Æon Flux                                   | Karyn Kusama                | Charlize Theron, Marton Csokas, Jonny Lee Miller                    | Statele Unite ale Americii                                                                            | [ 1 ]                   |
| Assault on Precinct 13                     | Jean-François Richet        | Ethan Hawke, Laurence Fishburne, Drea de Matteo                     | Statele Unite ale Americii                                                                            | [ 2 ]                   |
| Azumi 2: Death or Love                     | Shusuke Kaneko              | Aya Ueto, Shun Oguri, Chiaki Kuriyama                               | Japonia                                                                                               | [ 3 ]                   |
| Batman Begins                              | Christopher Nolan           | Christian Bale, Michael Caine, Liam Neeson                          | Statele Unite ale Americii                                                                            | [ 4 ]                   |
| Black Dawn                                 | Alexander Gruszynski        | Steven Seagal, Tamara Davies                                        | Statele Unite ale Americii                                                                            | [ 5 ]                   |
| Les Chevaliers du ciel                     | Gérard Pirès                | Clovis Cornillac, Benoît Magimel, Géraldine Pailhas                 | Statele Unite ale Americii                                                                            | [ 6 ]                   |
| Divergence                                 | Benny Chan                  | Aaron Kwok, Daniel Wu, Ekin Chang                                   | Hong Kong                                                                                             | acțiune thriller        |
| Domino                                     | Tony Scott                  | Keira Knightley, Mickey Rourke, Edgar Ramirez                       | Statele Unite ale Americii                                                                            | [ 8 ]                   |
| Doom                                       | Andrzej Bartkowiak          | Karl Urban, The Rock, Rosamund Pike                                 | Cehia · Germania · Regatul Unit al Marii Britanii și al Irlandei de Nord · Statele Unite ale Americii | [ 9 ]                   |
| Dragon Squad                               | Daniel Lee                  | Michael Biehn, Lawrence Chou, Eva Huang                             | Hong Kong                                                                                             | [ 10 ]                  |
| The Dukes of Hazzard                       | Jay Chandrasekhar           | Johnny Knoxville, Seann William Scott, Jessica Simpson              | Statele Unite ale Americii                                                                            | acțiune, comedie        |
| Elektra                                    | Rob Bowman                  | Jennifer Garner, Goran Visnjic                                      | Statele Unite ale Americii                                                                            | [ 12 ]                  |
| Fantastic Four                             | Tim Story                   | Ioan Gruffudd, Jessica Alba, Chris Evans                            | Statele Unite ale Americii                                                                            | [ 13 ]                  |
| Four Brothers                              | John Singleton              | Mark Wahlberg, Tyrese Gibson, André Benjamin                        | Statele Unite ale Americii                                                                            | [ 14 ]                  |
| Hostage                                    | Florent Emilio Siri         | Bruce Willis                                                        | Statele Unite ale Americii                                                                            | acțiune thriller        |
| House of Fury                              | Stephen Fung                | Charlene Choi, Gillian Chung, Stephen Fung                          | Hong Kong                                                                                             | [ 16 ]                  |
| Initial D                                  | Andrew Lau, Alan Mak        | Jay Chou, Shawn Yue, Chapman To                                     | Hong Kong                                                                                             | [ 17 ]                  |
| Into the Blue                              | John Stockwell              | Paul Walker, Jessica Alba, Scott Caan                               | Statele Unite ale Americii                                                                            | [ 18 ]                  |
| The Island                                 | Michael Bay                 | Ewan McGregor, Scarlett Johansson, Sean Bean                        | Statele Unite ale Americii                                                                            | [ 19 ]                  |
| Kung Fu Mahjong                            | Wong Jing                   | Yuen Wah, Yuen Qiu                                                  | | [ 20 ]                  |
| The Legend of Zorro                        | Martin Campbell             | Antonio Banderas, Catherine Zeta-Jones, Rufus Sewell                | Statele Unite ale Americii                                                                            | [ 21 ]                  |
| Mr. and Mrs. Smith                         | Doug Liman                  | Brad Pitt, Angelina Jolie, Vince Vaughn                             | Statele Unite ale Americii                                                                            | [ 22 ]                  |
| The Myth                                   | Stanley Tong                | Jackie Chan, Kim Hee-sun, Malika Sherawat                           | Republica Populară Chineză · Hong Kong                                                                | [ 23 ]                  |
| The Promise                                | Chen Kaige                  | Hiroyuki Sanada, Jang Dong-gun, Cecilia Cheung                      | Statele Unite ale Americii · Republica Populară Chineză                                               | [ 24 ]                  |
| Sahara                                     | Breck Eisner                | Matthew McConaughey, Steve Zahn, Penélope Cruz                      | Statele Unite ale Americii                                                                            | [ 25 ]                  |
| Serenity                                   | Joss Whedon                 | Nathan Fillion, Gina Torres, Alan Tudyk                             | Statele Unite ale Americii                                                                            | Science fiction acțiune |
| Seven Swords                               | Tsui Hark                   | Donnie Yen, Leon Lai, Charlie Young                                 | Coreea de Sud · Republica Populară Chineză · Hong Kong                                                | [ 27 ]                  |
| SPL: Sha Po Lang                           | Wilson Yip                  | Donnie Yen, Sammo Hung, Simon Yam                                   | Republica Populară Chineză · Hong Kong                                                                | [ 28 ]                  |
| Star Wars Episode III: Revenge of the Sith | George Lucas                | Hayden Christensen, Ewan McGregor, Samuel L. Jackson                | Statele Unite ale Americii                                                                            | Science fiction acțiune |
| Stealth                                    | Rob Cohen                   | Josh Lucas, Jessica Biel, Jamie Foxx                                | Statele Unite ale Americii                                                                            | [ 30 ]                  |
| The Tiger Blade                            | Theeratorn Siriphunvaraporn | Atsadawut Luangsuntorn, Pimonrat Pisolyabut, Pongpat Wachirabunjong | Thailanda                                                                                             | [ 31 ]                  |
| Tom-Yum-Goong                              | Prachya Pinkaew             | Tony Jaa, Petchtai Wongkamlao, Bongkoo Kongmalai                    | Thailanda                                                                                             | [ 32 ]                  |
| Transporter 2                              | Louis Leterrier             | Jason Statham, Alessandro Gassman, Amber Valletta                   | Franța                                                                                                | [ 33 ]                  |
| Unleashed                                  | Louis Leterrier             | Jet Li, Morgan Freeman, Bob Hoskins                                 | Regatul Unit al Marii Britanii și al Irlandei de Nord · Statele Unite ale Americii · Franța           | [ 34 ]                  |
| War of the Worlds                          | Steven Spielberg            | Tom Cruise, Dakota Fanning, Miranda Otto                            | Statele Unite ale Americii                                                                            | Science fiction acțiune |
| xXx: State of the Union                    | Lee Tamahori                | Ice Cube, Willem Dafoe                                              | Statele Unite ale Americii                                                                            | [ 36 ]                  |